# Cantone di Vic-le-Comte
Il Cantone di Vic-le-Comte è una divisione amministrativa dell'arrondissement di Clermont-Ferrand e dell'arrondissement di Issoire.
A seguito della riforma approvata con decreto del 21 febbraio 2014, che ha avuto attuazione dopo le elezioni dipartimentali del 2015, è passato da 13 a 19 comuni.

## Composizione
I 13 comuni facenti parte prima della riforma del 2014 erano:
- Busséol
- Isserteaux
- Laps
- Manglieu
- Mirefleurs
- Parent
- Pignols
- La Roche-Noire
- Saint-Georges-sur-Allier
- Saint-Maurice
- Sallèdes
- Vic-le-Comte
- Yronde-et-Buron

Dal 2015 i comuni appartenenti al cantone sono i seguenti 19:
- Busséol
- Chadeleuf
- Coudes
- Laps
- Manglieu
- Montpeyroux
- Mirefleurs
- Neschers
- Parent
- Pérignat-sur-Allier
- Pignols
- Plauzat
- La Roche-Noire
- Saint-Georges-sur-Allier
- Saint-Maurice
- Sallèdes
- Sauvagnat-Sainte-Marthe
- Vic-le-Comte
- Yronde-et-Buron